# Glits Márton
Glits Márton (Pécs, 1934. május 8. – 2022. október 9.) magyar agrármérnök, növénykórtani szakember, Szent-Györgyi Albert-díjjal és Horváth Géza-emlékéremmel kitüntetett egyetemi tanár.

## Életpályája
1934. május 8-án született a Baranya vármegyei Pécsett, apja is kertész volt. Ő maga mezőgazdasági mérnöki végzettséget szerzett, szakterületének a kertészetet, ezen belül is a kertészeti növénykórtant választotta. A növénybetegségek kiváltó okaival és gyógyításuk lehetőségeivel kutatóként és oktatóként is elhivatottan foglalkozott. 1959-ben, tanársegédként került a Kertészeti és Szőlészeti Főiskolára, majd az intézmény több szervezeti átalakítása után a Kertészeti és Élelmiszeripari Egyetem és a Budapesti Corvinus Egyetem Növénykórtani Tanszékén tanított nyugalmazásáig. 1990-től ő volt a tanszék vezetője, egyetemi tanárként, e tisztségét 2003-ig viselte. 2004-ben vonult nyugdíjba, ebben az évben Szent-Györgyi Albert-díjjal, a következő évben pedig Horváth Géza-emlékéremmel ismerték el a munkásságát.

## Főbb művei
- Glits Márton–Folk Győző–H. Imre Katalin: Növénykórtan 2.; Kertészeti Egyetem, Bp., 1978
- Növénykórtan 1.; Kertészeti Egyetem, Budapest, 1980
- Folk Győző–Glits Márton: Kertészeti növénykórtan; 2. jav. kiad.; Mezőgazda, Bp., 1997
- Terbe István–Glits Márton–Pénzes Béla: Zöldségfélék tápanyag-utánpótlása és növényvédelme; Olitor, Bp., 2000 (Vállalkozók könyve)
- Glits Márton–Folk Győző: Kertészeti növénykórtan; 3. átdolg., bőv. kiad.; Mezőgazda, Bp., 2001
- Glits Márton–Pénzes Béla–Petrányi István: Általános növényvédelmi ismeretek. A kertész- és növényvédelmi technikus szakképzés tankönyve; FVM Vidékfejlesztési Képzési és Szaktanácsadási Intézet, Bp., 2007